# T.J. Galiardi
Terry Joseph Galiardi, född 22 april 1988, är en kanadensisk-född amerikansk före detta professionell ishockeyspelare.
Galiardi är mest känd för sin NHL-sejour där han spelade i Colorado Avalanche, San Jose Sharks, Calgary Flames och Winnipeg Jets.
Galiardi draftades i andra rundan i 2007 års draft av Avalanche som 55:e spelare totalt.

## Statistik

### Klubbkarriär
| 2005–06    | Calgary Royals          | AJHL       | 59  | 19 | 37 | 56  | 60  | —  | — | —  | —  | —  |
| 2006–07    | Dartmouth Big Green     | ECAC       | 33  | 14 | 17 | 31  | 30  | —  | — | —  | —  | —  |
| 2007–08    | Calgary Hitmen          | WHL        | 72  | 18 | 52 | 70  | 77  | 16 | 5 | 19 | 24 | 20 |
| 2008–09    | Lake Erie Monsters      | AHL        | 66  | 10 | 17 | 27  | 32  | —  | — | —  | —  | —  |
| 2008–09    | Colorado Avalanche      | NHL        | 11  | 3  | 1  | 4   | 6   | —  | — | —  | —  | —  |
| 2009–10    | Colorado Avalanche      | NHL        | 70  | 15 | 24 | 39  | 28  | 6  | 0 | 2  | 2  | 6  |
| 2010–11    | Colorado Avalanche      | NHL        | 35  | 7  | 8  | 15  | 12  | —  | — | —  | —  | —  |
| 2010–11    | Lake Erie Monsters      | AHL        | 1   | 0  | 1  | 1   | 0   | —  | — | —  | —  | —  |
| 2011–12    | Colorado Avalanche      | NHL        | 55  | 8  | 6  | 14  | 47  | —  | — | —  | —  | —  |
| 2011–12    | San Jose Sharks         | NHL        | 14  | 1  | 0  | 1   | 6   | 3  | 0 | 0  | 0  | 6  |
| 2012–13    | SC Bietigheim-Bissingen | 2.GBun     | 7   | 3  | 3  | 6   | 8   | —  | — | —  | —  | —  |
| 2012–13    | San Jose Sharks         | NHL        | 36  | 5  | 9  | 14  | 14  | 11 | 1 | 1  | 2  | 6  |
| 2013-14    | Calgary Flames          | NHL        | 62  | 4  | 13 | 17  | 21  | —  | — | —  | —  | —  |
| 2014–15    | Winnipeg Jets           | NHL        | 38  | 1  | 0  | 1   | 2   | —  | — | —  | —  | —  |
| 2015–16    | Malmö Redhawks          | SHL        | 29  | 3  | 12 | 15  | 42  | —  | — | —  | —  | —  |
| 2016–17    | KHL Medveščak Zagreb    | KHL        | 8   | 4  | 3  | 7   | 2   | —  | — | —  | —  | —  |
| 2016–17    | Neftekhimik Nizhnekamsk | KHL        | 8   | 0  | 0  | 0   | 2   | —  | — | —  | —  | —  |
| 2017–18    | Dinamo Riga             | KHL        | 11  | 0  | 6  | 6   | 8   | —  | — | —  | —  | —  |
| NHL totalt | NHL totalt              | NHL totalt | 321 | 44 | 61 | 105 | 136 | 20 | 1 | 3  | 4  | 18 |

### Internationellt
| År            | Lag           | Turnering     | Resultat      |   | Matcher | Mål | Assist | Poäng | Utv |
| ------------- | ------------- | ------------- | ------------- | - | ------- | --- | ------ | ----- | --- |
| 2010          | USA           | VM            | 13:e          | 6 | 0       | 3   | 3      | 8     |     |
| Senior totalt | Senior totalt | Senior totalt | Senior totalt | 6 | 0       | 3   | 3      | 8     |     |